# Luca Van Boven
Luca Van Boven (Zottegem, 6 gennaio 2000) è un ciclista su strada belga che corre per il team Intermarché-Wanty; è professionista dal 2023.

## Palmarès

### Strada
- 2022 (Lotto Soudal U23, due vittorie)

Trofeo Città di Meldola
Omloop Het Nieuwsblad Beloften

## Piazzamenti

### Classiche monumento
- Milano-Sanremo

2025: 53º
- Giro delle Fiandre

2023: 89º
2024: 55°
- Liegi-Bastogne-Liegi

2023: 103º
2024: 80º